# Râul Șopotu
Râul Șopotu este un curs de apă, afluent al râului Nera. 